# Matthew Wade
Matthew Scott Wade (* 26. Dezember 1987 in Hobart, Australien) ist ein australischer Cricketspieler, der seit 2012 für die australische Nationalmannschaft spielt.

## Kindheit und Ausbildung
Sein Vater ist Scott Wade, der für Hawthorn Australian Football spielte. Auch Wade war ein guter Aussi Rules Spieler, entschied sich jedoch auf Grund seiner Körpergröße von 1,70 m Cricket als seien Hauptsportart zu machen. Mit 16 wurde bei Wade Hodenkrebs diagnostiziert und er musste sich einer Chemo-Therapie unterziehen. Beim ICC U19-Cricket-Weltmeisterschaft 2006 war er Teil des australischen Teams.

## Aktive Karriere

### Anfänge in der Nationalmannschaft
Wade absolvierte sein Debüt im List-A-Cricket für Tasmanien in der Saison 2006/07. Er wurde daraufhin zum zweiten Mal in Folge als Tasmaniens Young Player of the Year ausgezeichnet. Auch fand er Aufnahme in das Australian Institute of Sport. Da er jedoch hinter Sean Clingeleffer und Tim Paine keine Möglichkeit sah sich durchzusetzen wechselte er nach einer Saison nach Victoria. Aber auch dort fiel es ihm nicht einfach sich durchzusetzen. So wurde er zum Ende seiner ersten Saison aus dem Team gestrichen, auch wenn er der erfolgreichste Wicket-Keeper der Saison war. Letztendlich setzte er sich jedoch gegen den dortigen bisherigen Wicket-Keeper Adam Crosthwaite durchsetzen. Im Juni 2010 wurde er für eine Tour gegen Sri Lanka A ins Australia A-Team berufen, wo er überzeugen konnte. Sein Debüt in der Nationalmannschaft gab er im Twenty20-Cricket im Oktober 2011 in Südafrika, nachdem sich Tim Pain den Finger gebrochen hatte. Im Februar 2012 folgte eine Twenty20-Serie gegen Indien und erzielte dort im ersten Twenty20 ein Fifty über 72 Runs und wurde als Spieler des Spiels ausgezeichnet. Darauf folgte ein Drei-Nationen-Turnier, bei dem er bei seinem ODI-Debüt gegen Indien ein Half-Century über 67 Runs erreichte und ebenfalls als Spieler des Spiels ausgezeichnet wurde. Im weiteren Turnierverlauf erzielte er ein weiteres Fifty gegen Indien über 56 Runs. Bei der folgenden Tour gegen Sri Lanka erzielte er ein weiteres Half-Century (64 Runs).
Im April 2012 gab er dann auch sein Test-Debüt in den West Indies und trat so in Konkurrenz zum etablierten Wicket-Keeper Brad Haddin. Im dritten Spiel der Serie erzielte er sein erstes internationales Century, als ihm 106 Runs aus 146 Bällen gelangen und er als Spieler des Spiels ausgezeichnet wurde. Damit hatte er sich im Team etabliert und seine beste Leistung im Sommer 2012 war ein Fifty über 75 Runs gegen Afghanistan. Beim ICC World Twenty20 2012 war er Teil des Teams, konnte jedoch selbst nicht am Schlag herausragen. Im November gelang ihm ein Half-Century (68 Runs) in der Test-Serie gegen Südafrika. Daraufhin erzielte er im ersten Test gegen Sri Lanka ein Fifty über 68* Runs, bevor er im dritten Spiel der Serie ein Century über 102* Runs aus 158 Bällen erreichte. Im Februar 2013 konnte er dann noch einmal ein Fifty über 62 Runs in der Test-Serie in Indien erzielen. Im März zog er sich beim Basketball spielen eine Knöchelverletzung zu und fiel so zunächst aus. Zu Beginn der Saison 2013/14 wurde er als Kapitän für Victoria benannt und folgte so Cameron White nach. Jedoch hatte er zu der Zeit auch eine Formkrise, so dass er aus dem Nationalteam gestrichen wurde. Im Sheffield Shield 2013/14 wurde er nach einem Vorfall von Pitch Tampering im Spiel gegen Tasmanien für ein Spiel gesperrt und erhielt eine Geldstrafe. Ein Jahr später erhielt er eine weitere Sperre, nachdem er nach einem Ausscheiden ein Fenster zerbrach. Im November 2014 erzielte er dann ein Fifty (52 Runs) gegen Südafrika. Es war die einzige Tour der Saison für ihn.

### Rückschläge und Etablierung
Mit dem Rücktritt von Brad Haddin im September 2015 ergaben sich neue Möglichkeiten von Wade. So kam er für die ODI-Serie in England zurück ins Team und konnte dort zwei Half-Centuries (71* und 50* Runs) erzielen. Jedoch brach er sich im November im nationalen Cricket das Schlüsselbein und konnte danach zunächst nicht am Schlag überzeugen. So bekam Peter Nevill den Vorzug vor ihm im Twenty20-Team. Im ODI-Cricket war er weiterhin eine Option und so erreichte im Sommer 2016 er Drei-Nationen-Turnier in den West Indies im Finale gegen den Gastgeber mit 57* Runs ein Fifty, ebenso wie in der ODI-Serie in Sri Lanka (76 Runs). In der Saison 2016/17 erzielte er zunächst ein Fifty in Südafrika (52 Runs), bevor ihm gegen Pakistan ein Century über 100* Runs aus 100 Bällen gelang. Nach einer Verletzung von Steve Smith erhielt er bei der Tour in Neuseeland die Möglichkeit als ODI-Kapitän zu agieren, verletzte sich dort jedoch nach dem ersten Spiel am Rücken und musste abreisen. In der Test-Serie in Indien gelang ihm ein Half-Century über 57 Runs.
Ab der Saison 2017/18 ging er im nationalen Cricket wieder zurück nach Tasmanien. Kurz darauf verlor er auf Grund seiner schwachen Leistungen seinen Platz im Test-Team und wurde dort zunächst durch Peter Handscomb ersetzt, bevor Tim Paine die Rolle endgültig übernahm. Ohne einen Platz im Nationalteam konzentrierte er sich auf das nationale Cricket und konnte dort nun für Tasmanien und die Hobart Hurricanes herausragen. Als zweitbester Batter im Sheffield Shield 2018/19 und mit guten Leistungen im australischen A-Team wurde er wieder für das Test-Team interessant, für das er sich nun als Batting-Spezialist empfahl. Für den Cricket World Cup 2019 wurde er als Ersatz nachgemeldet, nachdem sich Usman Khawaja verletzte, kam jedoch nicht mehr zum Einsatz. Kurz darauf erhielt er für die Ashes Tour 2019 wieder den Ruf ins Test-Team. Hier gelang ihm im ersten Test ein Century über 110 Runs aus 143 Bällen und im fünften Test ein weiteres mit 117 Runs aus 166 Bällen. Im November erzielte er gegen Pakistan dann noch einmal ein Fifty über 60 Runs. Nach guten Leistungen in der Big Bash League 2019/20 wurde er dann auch interessant für das Twenty20-Team. Jedoch zog er sich dann eine Verletzung am Knie zu.

### Fokus auf Twenty20-Cricket
In der Twenty20-Serie gegen Indien im Dezember 2020 erzielte er zwei Fifties (58 und 80 Runs). Er verblieb daraufhin im Team. Im Sommer erhielt er einen Einsatz im ODI-Team in den West Indies und erzielte dabei ein Fifty (51 Runs). Nach der Nominierung für den ICC Men’s T20 World Cup 2021 war dort seine beste Leistung 41* Runs im Halbfinale gegen Pakistan, für das er als Spieler des Spiels ausgezeichnet wurde. Mit konstanten Leistungen konnte sich auch für den Kader beim ICC Men’s T20 World Cup 2022 durchsetzen, konnte dort jedoch als Batter nicht herausragen. Vor dem Turnier hatte er offen über seinen Rücktritt nach selbigem spekuliert, er verblieb jedoch zunächst im Team. Als es nach dem Cricket World Cup 2023 zu vielen Spielerausfällen kam, übernahm er für die Serie in Indien im Dezember 2023 auch wieder die Kapitänsrolle. Im März 2024 erklärte er seinen Rücktritt vom First-Class-Cricket.

## Persönliches
Wade hat eine Form von Farbenblindheit, was ihm Schwierigkeiten bereitet die für die Tag-Nacht-Tests verwendeten pinken Bälle zu sehen.